# Buiten mijn tuin is de wereld
Buiten mijn tuin is de wereld is een hoorspel van Walter Oberer. Verlaß Deinen Garten nicht werd op 13 juni 1967 door de Westdeutscher Rundfunk uitgezonden. C. Denoyer vertaalde het en de VARA zond het uit op zaterdag 21 oktober 1967. De illustratieve muziek was ontleend aan de Chansons et danses van Vincent d’Indy, uitgevoerd door het Nederlands Blazersensemble o.l.v. Edo de Waart. De regisseur was Ad Löbler. Het hoorspel duurde 77 minuten.

## Rolbezetting
- Annet Nieuwenhuizen (Valérie)
- Frans Somers (Jean)
- Paul van der Lek (verteller)
- Hans Veerman (Frédéric)
- Wam Heskes (de directeur van het postkantoor)
- Fé Sciarone, Dogi Rugani, Joke Hagelen, Harry Bronk, Hans Karsenbarg, Willy Ruys, Piet Ekel & Jan Verkoren (verdere medewerkenden)

## Inhoud
Het hoorspel gaat over Jean, de rechtschapen postbeambte zesde klasse in Barbaruche, die jaar na jaar brieven, telegrammen, pakketten stempelt, tot hij op een dag een inval heeft die zijn hele leven zou moeten veranderen. Het verhaal van twee mensen, die nauwelijks bij elkaar pasten, maar toch door de "niet-meetbare gril van de schepping" voor elkaar bestemd leken te zijn…